# Buckshot Roulette
A Buckshot Roulette egy 2023-as független fejlesztésű videójáték, amelyet Mike Klubnika készített és publikált először az itch.io platformon, majd Steamen.

## Játékmenet
A normál játékmódban a játékos egy módosított orosz rulettet játszik egy éjszakai klubban egy titokzatos lénnyel, akit "Az Osztónak" hívnak, hagyományos revolver helyett pedig egy sörétes puskát használnak. A játék három fordulóból áll. Minden forduló elején a számítógép által irányított osztó véletlenszerű sorrendben megtölt egy pumpás sörétes puskát meghatározott számú piros éles tölténnyel és kékesszürke vaklőszerrel. A játékos ezután eldöntheti, hogy az Osztóra vagy saját magára lő. Ha a töltény éles, akkor az, akire lőttek, elveszít egy életet, és a puska az Osztóhoz kerül, aki végrehajtja a saját körét. Azonban ha a játékos magára lő egy vaklőszerrel, újabb kör következik számára. Az életeket egy pontszámnyilvántartó gép által adott defibrillátor töltések jelképezik: az 1. fordulóban két, a 2.-ban négy, a 3.-ban pedig öt töltéssel indulnak. Az a fél, amelyik elveszíti az összes töltését, elveszíti a fordulót. Az 1. és 2. fordulóban a játékos és az Osztó végtelenszer újraéledhet, de a 3. fordulóban a defibrillátor vezetékeit elvágják, így "hirtelen halál" mód lép életbe – ha a játékos veszít, újra kell kezdenie az egész játékot. Ha a puska tárja kiürül és egyik fél sem veszítette el az összes életét, az Osztó újratölti a fegyvert egy új adag tölténnyel.
A 2. fordulótól kezdve minden újratöltés előtt véletlenszerű tárgykészletet kap mindkét fél, hogy különféle előnyöket biztosítsanak számukra; a 2. fordulóban kettő, a 3. fordulóban pedig négy tárgy osztódik ki. A tárgyak a következők:
- Nagyító: Ellenőrzi az aktuális töltény állapotát a tárban.
- Cigaretta: Visszanyer egy töltést.
- Sör: Kiszedi az aktuálisan betöltött töltényt.
- Fűrész: A sörétes két sebzést okos.
- Bilincs: Az osztó kihagyja a következő körét.
- Telefon: Felfedi, hogy egy véletlenszerű töltény – a jelenlegi töltényt kivéve – éles vagy üres, valamint hogy hol helyezkedik el a tárban (pl. „a negyedik töltény üres”).
- Inverter: A éles töltény vakká válik, és fordítva – a vaktöltényből éles lesz.
- Adrenalin: Elvesz egy választott tárgyat az osztótól és egyből elhasználja.
- Gyógyszer: 50% eséllyel visszakap 2 töltést. Ha nem sikerül, elveszít 1 életet.
- Blokkoló: Többjátékos módban a választott játékos kihagy egy kört (hasonlóan a bilicsnél)
- Távirányító: Megfordítja a játék körét.

Miután a játékos legalább egyszer legyőzi az osztót, elérhetővé válik egy végtelen játékmód „Double or Nothing” (Dupla vagy Semmi) néven, ha a játék elején elfogadja az opcionális tablettákat. A Double or Nothing módban minden kör elején véletlenszerű számú tárgy és töltés kerül kiosztásra, nem pedig a normál játékmenet alapján meghatározott módon. Ha a játékos legyőzi a Dealert, akár 70 000 pontot is szerezhet, attól függően, mennyi idő alatt teljesítette a kört. Ezután a játék felajánlja, hogy normál módon kilép, vagy folytatja a játékot – ha újabb három kört is sikeresen teljesít, a pontszáma megduplázódik. Ez a ciklus addig ismétlődik, amíg a játékos veszít (ekkor teljesen elölről kell kezdenie a játékot), vagy amíg úgy nem dönt, hogy kilép, és annyi pénzt kap, amennyi a pontszámának felel meg.

## Fejlesztés
A játék fejlesztése során Mike Klubnika erősen merített ihletet a Half-Life, a Silent Hill és a Postal 2 című játékokból.

## Fogadtatás
| Összegzőoldal | Értékelés |
| ------------- | --------- |
| Metacritic    | 85/100    |

| Szerző         | Értékelés |
| -------------- | --------- |
| Hardcore Gamer | 4,5/5     |
| TouchArcade    | 4,5/5     |

A Buckshot Roulette pozitív értékelésekkel jelent meg, és gyorsan népszerűvé vált a Twitchen a TikTokon és a YouTube-on, amely erősen megnövelte a játék ismertségét.

## Díjak, elismerések
| Év   | Díj               | Kategória             | Eredmények |
| ---- | ----------------- | --------------------- | ---------- |
| 2024 | The Vtuber Awards | Az év streamer játéka | Jelölve    |

## Fordítás
Ez a szócikk részben vagy egészben  a   Buckshot Roulette című angol Wikipédia-szócikk ezen változatának fordításán alapul.  Az eredeti cikk szerkesztőit annak laptörténete sorolja fel. Ez a jelzés csupán a megfogalmazás eredetét és a szerzői jogokat jelzi, nem szolgál a cikkben szereplő információk forrásmegjelöléseként.